# 壺坂霊験記
『壺坂霊験記』（つぼさかれいげんき）は、明治時代に作られた浄瑠璃の演目。盲人とその妻の夫婦愛を描いた世話物、一段。歌舞伎や講談、浪曲の演目にもなり、人気を集めた。「壺坂観音霊験記」「壺坂」とも言う（「阪」を使う場合も）。

## 概要
1875年ごろに書かれた原作者未詳の浄瑠璃『観音霊場記』に2世豊澤團平・加古千賀夫妻が加筆・作曲し、1879年に大阪大江橋席にて初演された（大江橋席初演は1883年とする説も）。主人公は座頭の三味線弾きである沢市とその妻・お里。お互いを思いやるがゆえに生じた悲劇を、壺阪寺の本尊である十一面観音が救済する話である。「三つ違いの兄さんと〜」の下りが巷で流行るほど人気を博し、歌舞伎、講談でも演じられ、1921年には東家三笑が歌ったのを皮切りに浪曲にも取り入れられ、浪花亭綾太郎による「妻は夫をいたわりつ、夫は妻に慕いつつ〜」の名調子で一躍有名になった。
壺阪寺には、もうひとつの壺坂霊験記として、親孝行の姫が大蛇とともに昇天する「さよ姫伝説」も伝承されている。こちらは、唐津に伝わる「松浦佐用姫伝説」や説経節の『松浦長者』と同じあらすじ。

## あらすじ
盲目の沢市は、妻のお里が明け方になると出掛けていくのに気付き、男ができたのではと疑い妻を問い詰める。お里はこの3年間、沢市の目が治るようにと壷阪寺の観音様に願掛けに行っていたと打ち明ける。邪推を恥じた沢市は、お里とともに観音詣りを始めるが、目の見えない自分がいては将来お里の足手まといになると考え、満願の日にお里に隠れて滝壺に身を投げる。夫の死を知り悲しんだお里も、夫のあとを追って身を投げてしまう。2人の夫婦愛を聞き届けた観音の霊験により奇跡が起こり、2人は助かり、沢市の目も再び見えるようになる。

## 備考
- 沢市が盲目になったのは実は白内障であり、滝に飛び込んだ衝撃で治ったのであろうとする説がある[8]。
- 文楽義太夫節三味線方である2世豊澤團平・加古千賀夫妻による『壺坂霊験記』制作秘話をモデルに、溝口健二監督映画『浪花女』が製作された[9]。
- 壺阪寺の本堂横手には、お里と沢市が身を投げたとされる谷がある[10]。